# Santo Agostinho (Moura)
Santo Agostinho is een plaats (freguesia) in de Portugese gemeente Moura en telt 4475 inwoners (2001).